# Asmus Nikolai Clausen
Asmus Nikolai Clausen (Flensburg, 2 de junio de 1911-Océano Atlántico, 16 de mayo de 1943) fue Capitán de Corbeta de la Kriegsmarine y comandante de submarinos durante la Segunda Guerra Mundial. Recibió la Cruz de Caballero de la Cruz de Hierro (en alemán: Ritterkreuz des Eisernen Kreuzes). Clausen estaba al frente del U-182 cuando el submarino fue hundido el 16 de mayo de 1943, falleciendo Clausen y toda su tripulación

## Biografía
Nació en Flensburg, Schleswig, Alemania el 2 de junio de 1911. Sus padres, Asmus Clausen, un agricultor que murió el 29 de mayo de 1936 y su madre Magda (apellido de soltera Palaudt) Clausen.

### Carrera militar
Se alistó en la Reichsmarine en octubre de 1929 como marinero. Pasó los siguientes años en las lanchas torpederas (T-185 y G-10) y en el buque escuela de vela Gorch Fock. En septiembre de 1935 se trasladó a la nueva fuerza de submarinos y después de algunos meses de entrenamiento, se unió a U-26 bajo el Kapitänleutnant Werner Hartmann en abril de 1936. En marzo de 1937 se alistó en la Escuela de la Armada en Mürwik y recibió varios meses de entrenamiento de oficial. En los próximos dos años estuvo a bordo en el Acorazado de bolsillo Graf Spee y el dragaminas M-134.
Cuando la guerra estalló en el otoño de 1939, el antiguo comandante Werner Hartmann le solicitó, y así Clausen se convirtió en el Primer Oficial de Guardia en el U-37. Completó tres patrullas en el U-37, sobre todo en el Atlántico, y recibió su Cruz de Hierro de 2º Clase después de la primera patrulla por el Konteradmiral Karl Dönitz personalmente. Dejó el U-Boot en el verano de 1940 y en agosto pasó a ser comandante del submarino U-142. Apenas dos meses más tarde regresó al U-37 y reemplazó al comandante Victor Oehrn. Durante las próximos tres patrullas, Clausen hundió doce barcos, la mayoría de ellos pequeños. En mayo de 1941 deja el U-37, que luego se convirtió en un barco escuela. Tres semanas más tarde, comisionó el U-129. Las tres primeras patrullas sobre el U-129, sobre todo en el Atlántico, terminaron sin éxito, pero en la cuarta patrulla en aguas del Caribe, Clausen se hundió siete barcos por un total de 25.613 toneladas. Durante esta patrulla recibió la Cruz de Caballero. Después de la patrulla en mayo de 1942, entregó el mando del U-Boot al capitán de corbeta Hans-Ludwig Witt.
En julio de 1942, Clausen pasó a comandar el U-182, un submarino del Tipo IXD. En su primera patrulla en el Océano Índico, hundió cinco barcos con un total de 30.071 toneladas. Durante el viaje de regreso el U-182 se perdió con toda su tripulación, ya que fue hundido el 16 de mayo de 1943 por los destructores americanos USS MacKenzie y el USS Lamb.

## Patrullas
| U-Boat                                 | Salida                   | Destino | Llegada                 | Destino | Patrulla     | Días en el Mar |
| U-37                                   | 28 de noviembre de 1940  | Lorient | 7 de enero de 1941      | Lorient | 1.ª Patrulla | 41 días        |
| U-37                                   | 30 de enero de 1941      | Lorient | 18 de febrero de 1941   | Lorient | 2.ª Patrulla | 20 días        |
| U-37                                   | 27 de febrero de 1941    | Lorient | 22 de marzo de 1941     | Kiel    | 3.ª Patrulla | 24 días        |
| U-129                                  | 23 de julio de 1941      | Kiel    | 24 de julio de 1941     | Horten  | —            | 2 días         |
| U-129                                  | 3 de agosto de 1941      | Horten  | 30 de agosto de 1941    | Lorient | 4.ª Patrulla | 28 días        |
| U-129                                  | 27 de septiembre de 1941 | Lorient | 8 de octubre de 1941    | Lorient | 5.ª Patrulla | 12 días        |
| U-129                                  | 21 de octubre de 1941    | Lorient | 28 de diciembre de 1941 | Lorient | 6.ª Patrulla | 69 días        |
| U-129                                  | 25 de enero de 1942      | Lorient | 5 de abril de 1942      | Lorient | 7.ª Patrulla | 71 días        |
| U-182                                  | 9 de diciembre de 1942   | Horten  | 16 de mayo de 1943      | Hundido | 8.ª Patrulla | 159 días       |
| Total: 8 Patrullas, 424 días en el Mar |                          |         |                         |         |              |                |

## Buques hundidos
| Fecha                   | U-boot | Nombre del buque   | Nacionalidad   | Tonelaje |
| ----------------------- | ------ | ------------------ | -------------- | -------- |
| 1 de diciembre de 1940  | U-37   | Palmella           | Reino Unido    | 1.578    |
| 2 de diciembre de 1940  | U-37   | Gwalia             | Suecia         | 1.258    |
| 2 de diciembre de 1940  | U-37   | Jeanne M.          | Reino Unido    | 2.465    |
| 4 de diciembre de 1940  | U-37   | Daphne             | Suecia         | 1.513    |
| 16 de diciembre de 1940 | U-37   | San Carlos         | España         | 223      |
| 19 de diciembre de 1940 | U-37   | Rhône              | Francia libre  | 2.785    |
| 19 de diciembre de 1940 | U-37   | Sfax (Q 182)       | Francia libre  | 1.379    |
| 9 de febrero de 1941    | U-37   | Courland           | Reino Unido    | 1.325    |
| 9 de febrero de 1941    | U-37   | Estrellano         | Reino Unido    | 1.983    |
| 10 de febrero de 1941   | U-37   | Brandenburg        | Reino Unido    | 1.473    |
| 7 de marzo de 1941      | U-37   | Mentor             | Grecia         | 3.050    |
| 12 de marzo de 1941     | U-37   | Petursey           | Islandia       | 91       |
| 20 de febrero de 1942   | U-129  | Nordvangen         | Noruega        | 2.400    |
| 23 de febrero de 1942   | U-129  | George L. Torian   | Canadá         | 1.754    |
| 23 de febrero de 1942   | U-129  | Lennox             | Canadá         | 1.904    |
| 23 de febrero de 1942   | U-129  | West Zeda          | Estados Unidos | 5.658    |
| 28 de febrero de 1942   | U-129  | Bayou              | Panamá         | 2.605    |
| 3 de marzo de 1942      | U-129  | Mary               | Estados Unidos | 5.104    |
| 7 de marzo de 1942      | U-129  | Steel Age          | Estados Unidos | 6.188    |
| 15 de enero de 1943     | U-182  | Ocean Courage      | Reino Unido    | 7.173    |
| 17 de febrero de 1943   | U-182  | Llanashe           | Reino Unido    | 4.836    |
| 10 de marzo de 1943     | U-182  | Richard D. Spaight | Estados Unidos | 7.177    |
| 5 de abril de 1943      | U-182  | Aloe               | Reino Unido    | 5.047    |
| 1 de mayo de 1943       | U-182  | Adelfotis          | Grecia         | 5.838    |

## Ascensos
- Offiziersanwärter — (1 de abril de 1929)
- Obermatrose — (1 de octubre de 1931)
- Matrosengefreiter — (1 de octubre de 1933)
- Bootsmannmaat — (1 de noviembre de 1933)
- Obersteuermannsmaat — (1 de septiembre de 1935)
- Fähnrich zur See — (1 de mayo de 1937)
- Oberfähnrich zur See — (1 de octubre de 1937)
- Leutnant zur See — (1 de enero de 1938)
- Oberleutnant zur See — (1 de abril de 1939)
- Kapitänleutnant — (1 de enero de 1941)
- Korvettenkapitän (póstumo) — (5 de abril de 1945)

## Condecoraciones
- Cruz de Hierro de 2.ª Clase — (28 de febrero de 1940).
- Insignia de Guerra Submarina — (18 de abril de 1940).
- Cruz de Hierro de 1.ª Clase — (10 de junio de 1940).
- Cruz de Caballero de la Cruz de Hierro — (13 de marzo de 1942).
- Medalla al Servicio Distinguido de 4.ª Clase.